# Chrozophora
Chrozophora és un gènere de plantes angiospermes de la família de les euforbiàcies.

## Distribució
Les espècies d'aquest gènere són natives del sud i est d'Europa, a la major part de l'Àfrica i a l'Àsia occidental, central i sud-oriental.

## Descripció
Són plantes herbàcees i monoècies.

## Taxonomia
Aquest gènere va ser descrit vàlidament per primer cop l'any 1824 a l'obra De Euphorbiacearum generibus medicisque earundem viribus tentamen, tabulis aeneis 18 illustratum d'Adrien Henri Laurent de Jussieu (1797-1853).

### Espècies
Dins d'aquest gènere es reconeixen les nou espècies següents:
- Chrozophora brocchiana Vis.
- Chrozophora gangetica Gand.
- Chrozophora mujunkumi Nasimova
- Chrozophora oblongifolia (Delile) A.Juss. ex Spreng.
- Chrozophora plicata (Vahl) A.Juss. ex Spreng.
- Chrozophora rottleri (Geiseler) Spreng.
- Chrozophora sabulosa Kar. & Kir.
- Chrozophora senegalensis (Lam.) Spreng.
- Chrozophora tinctoria (L.) A.Juss. - tornassol[3]

### Sinònims
Aquest gènere compta amb cinc sinònims heterotípics:
- Crozophora A.Juss. (1824)
- Lepidocroton C.Presl (1851)
- Ricinoides Tourn. ex Moench (1794)
- Tournesol Adans. (1763)
- Tournesolia Nissole ex Scop.

## Usos
Amb el tornassol (Chrozophora tinctoria) es produïen pigments coneguts també com a tornassols per a colorar els antics manuscrits medievals.